# Stoibrax dichotomum
Stoibrax dichotomum är en växtart i släktet Stoibrax och familjen flockblommiga växter. Den beskrevs av Carl von Linné som Pimpinella dichotomum, och fick sitt nu gällande namn av Constantine Samuel Rafinesque 1840.
Arten är en ettårig ört som förekommer i centrala och sydöstra Spanien.